# Simpliziale Kohomologie
Die simpliziale Kohomologie ist in der algebraischen Topologie, einem Teilgebiet der Mathematik, eine Methode, die einem beliebigen Simplizialkomplex eine Folge abelscher Gruppen zuordnet. Anschaulich gesprochen zählt sie die Löcher unterschiedlicher Dimension des zugrunde liegenden Raumes.

## Simpliziale Kohomologie
Ein simplizialer Komplex {\displaystyle K} ist eine Menge von (durch ihre Eckpunkte eindeutig bestimmten) Simplizes, so dass jede Seitenfläche eines der Simplizes wieder in dieser Menge liegt.
Zu einem Simplizialkomplex {\displaystyle K} betrachten wir für {\displaystyle n=0,1,2,\ldots } die freie abelsche Gruppe über der Menge der {\displaystyle n}-Simplizes des simplizialen Komplexes {\displaystyle C_{n}(K)}.
Elemente von {\displaystyle C_{n}(K)} sind also formale Summen der Form
{\displaystyle \sum _{i=1}^{r}a_{i}\sigma _{i}}
mit {\displaystyle a_{i}\in \mathbb {Z} } und {\displaystyle \sigma _{i}} ein {\displaystyle n}-Simplex von {\displaystyle K}. Dabei wird gefordert, dass {\displaystyle \sigma _{i}=-\sigma _{j}} gilt, wenn die Simplizes {\displaystyle \sigma _{i}} und
{\displaystyle \sigma _{j}} umgekehrte Orientierung besitzen.
Die zugehörige Kokettengruppe {\displaystyle C^{n}(K)} wird definiert als {\displaystyle C^{n}(K)=Hom(C_{n}(K),\mathbb {Z} )}. Offensichtlich ist eine Abbildung {\displaystyle f\in Hom(C_{n}(K),\mathbb {Z} )} bereits eindeutig festgelegt durch ihre Werte auf {\displaystyle n}-Simplizes.
Die Randabbildung {\displaystyle \partial \colon C_{n}(K)\rightarrow C_{n-1}(K)} bildet jeden Simplex auf die alternierende Summe seiner Seitenflächen ab, das heißt
{\displaystyle \partial ([v_{0},\dots ,v_{n}]):=\sum _{i=0}^{n}(-1)^{i}[v_{0},\ldots ,{\hat {v_{i}}},\ldots ,v_{n}]\,,}
wobei {\displaystyle {\hat {v}}_{i}} bedeutet, dass {\displaystyle v_{i}} ausgelassen wird. Sie induziert eine „Korandabbildung“ {\displaystyle \delta \colon C^{n-1}(K)\rightarrow C^{n}(K)} durch
{\displaystyle (\delta f)(\sum _{j=1}^{r}a_{j}\sigma _{j}):=\sum _{j=1}^{r}a_{j}f(\partial \sigma _{j}).}
Man rechnet leicht nach, dass
{\displaystyle \delta \circ \delta =0}
gilt. {\displaystyle (C^{*}(K),\delta )} ist also ein Kokettenkomplex.
Die Kohomologie dieses Kokettenkomplexes heißt die simpliziale Kohomologie von {\displaystyle K} und wird mit {\displaystyle H^{*}(K)} bezeichnet.

## Funktorialität

### Simpliziale Abbildungen
Eine simpliziale Abbildung {\displaystyle f\colon K\to L} induziert eine Kokettenabbildung
{\displaystyle f^{*}:C^{*}(L)\rightarrow C^{*}(K)}
durch
{\displaystyle (f^{*}c)(\sum _{i=1}^{r}a_{i}\sigma _{i})=\sum _{i=1}^{r}a_{i}f(\sigma _{i})}
für {\displaystyle c\in C^{*}(L)} und {\displaystyle \textstyle \sum _{i=1}^{r}a_{i}\sigma _{i}\in C_{*}(K)},
und wegen {\displaystyle \delta f=f\delta } eine wohldefinierte Abbildung
{\displaystyle f^{*}:H^{*}(L)\rightarrow H^{*}(K)}.

### Stetige Abbildungen
Sei
{\displaystyle f:\vert K\vert \to \vert L\vert }
eine stetige Abbildung zwischen den geometrischen Realisierungen zweier Simplizialkomplexe {\displaystyle K} und {\displaystyle L}. Wir bezeichnen mit {\displaystyle Bd(K)} die baryzentrische Unterteilung von {\displaystyle K} und mit {\displaystyle Bd^{n}(K)} die {\displaystyle n}-fach iterierte baryzentrische Unterteilung. Es gilt {\displaystyle \vert Bd^{n}(K)\vert =\vert K\vert }.
Nach dem simplizialen Approximationssatz gibt es ein {\displaystyle n\in \mathbb {N} }, so dass {\displaystyle f:\vert Bd^{n}(K)\vert \to \vert L\vert } eine simpliziale Approximation
{\displaystyle g:Bd^{n}(K)\rightarrow L}
besitzt.
Dann wird
{\displaystyle f^{*}:H^{*}(L)\rightarrow H^{*}(K)}
definiert als die Verknüpfung von {\displaystyle g^{*}} mit dem kanonischen Isomorphismus {\displaystyle H^{*}(K)\simeq H^{*}(Bd^{n}(K))}. Man kann zeigen, dass der so definierte Homomorphismus {\displaystyle f^{*}} unabhängig von der Wahl der simplizialen Approximation ist.

## Simpliziale Kohomologie mit Koeffizienten
Für eine abelsche Gruppe {\displaystyle G} und einen Simplizialkomplex {\displaystyle K} definiert man
{\displaystyle C^{*}(K,G)=Hom(C_{*}(K,\mathbb {Z} ),G)}.
Der Korandoperator {\displaystyle \delta \colon C^{n}(K,G)\to C^{n-1}(K,G)} wird wieder definiert als
{\displaystyle \delta f(\sum _{i=1}^{r}a_{i}\sigma _{i})=\sum _{j=1}^{r}(-1)^{j}(\sum _{i=1}^{r}a_{i}f(\partial _{i}\sigma _{j}))}.
Die Kohomologie mit Koeffizienten in G
{\displaystyle H_{*}(X,G)}
ist definiert als die Kohomologie des Kokettenkomplexes {\displaystyle (C^{*}(X,G),\delta )}.

## Simpliziale versus Singuläre Kohomologie
Die simpliziale Kohomologie eines Simplizialkomplexes ist isomorph zur singulären Kohomologie seiner geometrischen Realisierung:
{\displaystyle H^{*}(K,G)=H^{*}(\vert K\vert ,G)}.